# Општина Мали Зворник
Општина Мали Зворник је општина у Мачванском округу, у западној Србији. По подацима из 2004. године општина заузима површину од 184 km2 (од чега на пољопривредну површину отпада 7.847 ha, а на шумску 9.612 ha) и представља најмању општину у округу, а уједно је и једна од најмањих и најмлађих општина у Србији.
Дан општине се обележава 17. септембра, датум којим се чува успомена на ослобођење од окупатора у Другом светском рату.

## Административне одлике општине
Општина Мали Зворник има десет катастарских општина, дванаест насеља и једанаест месних заједница. Мали Зворник, као једино урбано насеље је административни, привредни и културни центар општине. По подацима из 2011. године у општини је живело 12.482 становника. По подацима пописа 2022. општина има 11.219 становника. По подацима из 2004. природни прираштај је износио -0,4‰, а број запослених у општини износи 2.766 људи.

### Насеља
- Амајић
- Брасина
- Будишић
- Велика Река
- Вољевци
- Доња Борина
- Доња Трешњица
- Мали Зворник
- Радаљ
- Сакар
- Цулине
- Читлук

### Оснивање општине
После Првог светског рата, Мали Зворник је био у саставу Рађевског среза, под управом Крупња, као једна од петнаест општина Подринског округа, насталих унутрашњом административном поделом среза, који је до тада имао 35 сеоских насеља. У саставу Рађевског среза биле су и Радаљска и Доњотрешњичка општина.
Указом Президијума народне скупштине Републике Србије, од 3. априла 1952. године, Општина Мали Зворник са још 25 општина и две градске општине у Подрињу припала је Јадранском срезу.
Три године касније 26. септембра 1955. године, на дан пуштања у рад хидроелектране „Зворник”, основана је данашња Општина Мали Зворник.

## Прошлост

### Рана прошлост
Најстарији пронађени трагови живота у средњем Подрињу везани су за бронзано доба, што потврђују налази више некропола, накита и других употребних предмета, на локалитетима са обе стране реке Дрине, као и налази који припадају каснијем историјском раздобљу, старијем гвозденом добу.
Почетком 1. века средње и горње Подриње се нашло у саставу Римске империје, као део римске провинције Илирик и из тог доба има највише материјалних остатака. Доказ тога је локалитет „Орловине”, изнад Малог Зворника, који се везује за 6. век и време владавине цара Јустијана. Положај виса Орловине се везује и за постојање караванске станице из римског доба Ad Drinum, која је уцртана у римске карте, али за коју се не зна поуздано где се налазила.

### Средњи век
Данашње подручје општине у раном средњем веку припадало је најраспрострањенијој области насељеној Србима, која се протезала према северу до реке Саве. За то време историја је забележила догађаје које су битно утицале на збивања у Србији, тако да је за време владавине кнеза Вишеслава у 10. веку долази до поделе српске државе на Рашку и Босну, где је Дрина представљала границу. Краљ Драгутин Немањић је имао у Радаљу летњиковац и трудио се да учврсти границе својих земаља и за време његове владавине био је видан процват свих крајева под његовом управом. Губитком Београда, Ђурађ Бранковић се са подизањем Смедерева, у 15. веку, трудио да обнови што више утврђених градова, међу којима и Зворник.
Становништво се, поред земљорадње, бавило трговином, занатством и рударством, када се у 15. веку отварају рудници у Бо(хо)рини, Крупњу и Зајачи, са топионицама које су се налазиле дуж тока Боринске реке.

### Време Османлијске владавине
Око 1460. године, Турци су ушли у Ђурђев град изнад Зворника и касније освајају и преостале босанске краљевине и успостављају своју администрацију и територијалну управу. Горњи ток Дрине, по тој подели, припао је Херцеговачком санџаку, са седиштем у Фочи. У то време комплетна етичка и демографска структура становништва била је састављена од Срба православне вере.  Систематском исламизацијом и прогонима хришћана православаца до 1533. године, мења се структура становништва и Зворник поприма оријентално-муслиманску физиономију. Спајањем  новоформираног Зворничког и Херцеговачког санџака, 1850. године, настаје Босански пашалук који остаје до Бечког рата (1683—1699).
Током 18. века у ратовима са Аустроугарима, Турци губе део северне Србије са Београдом, Мачвом, Шапцем, Ваљевом и Аустрија окупира десну обале Дрине, планирајући колонизацију Подриња римокатоличким становништвом. У тој борби великих царевина, Срби су пружили пуну подршку аустријској кампањи, што доводи до Друге велике сеобе Срба.
Насељавањем средњег и доњег тока Дрине придошлицама из Црне Горе и Херцеговине, крајем 18. века, расту и јачају православна насеља, бавећи се земљорадњом и трговином.
Први и Други српски устанак под вођствима Карађорђа и Милоша Обреновића сврстава целокупан српски живаљ у борбу против Османлија, тако да Дрина постаје једно од попришта многих борби. Опседа Соко-града, под непосредном командом Карађорђа и Бој на Равњу нису спречиле, после неуспеха Првог српског устанка, враћање муслиманских породица и прогон православног становништва. После победе на Дубљу 1815. године наставља се борба Милоша Обреновића да територија на десној обали Дрине припадне Србији. Предајом Соко-града, 1862. године, остају још само два муслиманска села, Мали Зворник и Сакар, који ће тек 1878. године припасти Србији.

### Први и Други светски рат
На почетку Првог светског рата главни удар аустроугарске војске упућен је преко Дрине ка планини Цер. На којој се од 11. до 18. августа 1914. године догодила Церска битка, у којој је забележена прва савезничка победа којом је непријатељ натеран на повлачење.
Капитулацијом Краљевине Југославије, у Другом светском рату, немачке окупационе снаге су разместиле своје снаге на десној обали Дрине, док су из Источне Босне „усташе” протерале око 23.000 Срба православне вере, који су спас нашли у Подрињу. Формирањем четничких и партизанских формацијама, све до краја рата наизменично су се водиле међусобне борбе.

## Географски положај
Општина Мали Зворник налази се у западном делу Републике Србије, у средњем Подрињу. Својим западним делом, уз реку Дрину, у дужини од четрдесет километара, протеже се дуж државне границе са Босном и Херцеговином, односно са Републиком Српском. Са истока је надвисују Борања и Јагодња, дуж којих се граничи са општином Крупањ, са севера су планине Гучево и територија града Лознице, док југоисточну границу општине према Љубовији чине побрђа Крушковица, Гај, Подгај и Вишњица.
Општина се пружа дуж магистралног пута Београд-Лозница-Бајина Башта која представља главни комуникациони правац Западне Србије, где је Лозница удаљена 26 km, Љубовија 43 km, Шабац 81 km, а Београд 170 km. Са суседним Зворником у Босни и Херцеговини је повезана преко реке Дрине, са три моста, данас пешачким мостом Краља Александра, Нови мост где је званични гранични прелаз и железнички мост у насељу Доња Борина.

## Рељеф
Рељеф на територији општине Мали Зворник је брдско-планински, надморске висине од 200 до 856 метара, са изузетком насеља Брасина и Доња Борина која су брежуљкасто подручје, са надморском висином  од 200 до 500 метара. Највиша кота општине је Црни врх, висине 856 метара. Природни рељеф општине модификован је изградњом бране на Дрини и стварањем вештачког Зворничког језера, које захвата 7% општинске територије.

## Клима
Клима је умерено-континентална , где су лета топла између 20-22 °C, зиме су већином хладне, а током најхладнијег месеца јануара, температура се креће између 1 и 8 °C. Просечна годишња температура износи 12,1 °C, ваздушни притисак 1004,8mb, релативна влажност ваздуха 70%, просечне падавине 972,1mm. Магле су карактеристичне за долине поред реке Дрине, веома су честе и појављују се током целе године, са највећом израженошћу у пролеће и јесен. На климу знатан утицај има вештачка акумулација -Зворничко језеро са воденом површином од 13 km2.

## Хидроенергетски потенцијал
На подручју општине има укупно 36 водотока, који су готово сви дубоко усечени у стенске масе, са великим падом долинских страна. Њихова корита имају велики пад, тако да се токови одликују великим хидроенергетским потенцијалом. На Радаљској реци је изграђена вештачка акумулација и електрана са годишњом производњом  око 400 000 kW струје.
Водени ресурси знатно су изнад просека тако да на 184 km2 површине долази 205 km река, тако да је идентификовано 27 могућих локација за изградњу минихидроцентрала, чија би инсталисана снага износила 3.325 kW.

## Термо-минералне воде
Због специфичног хемијског састава и лековитих својстава која је одликују, термо-минералне воде масива Борање познате су још од деветнаестог века. Коришћење воде са природног извора у Радаљској Бањи у лековите сврхе започето је у првој половини 19. века. Вода са „главног” извора углавном се користила за лечење костобоље и реуматских обољења, бода тзв. „очног извора” коришћена је за умивање, ради побољшања вида и благотворног дејства.
У Радаљској бањи наочито су присутне и појаве геотермалне енергије, која је највише акумулирана у подземним водама и то до 100 °C.

## Земљиште и шуме
Према подацима Републичког завода за статистику из 2014. године, шумско земљиште захвата 9.323,46ha или 50,7% укупне површине општине, од чега 53% у друштвеном ЈП Србијашуме-Шумско газдинство Борања) и 47% у приватном власништву. На 80% шумских површина се простире листопадно дрвеће, а доминирају букове шуме.
Богатство шумом омогућило је присуство 5различитих животињских врста и добре услове за ловни туризам у општини. Шуме су богате срнећом дивљачи, дивљим свињама, зечевима, фазанима, дивљим паткама и јаребицама. Ловиште се простире на 16 496ha и њиме управља Ловачко удружење „Црни врх” Мали Зворник и ЈП „Србијашуме”. Додатно богатство шума представљају шумски плодови и печурке, док је целокупно подручје богато лековитим биљем.
Пољопривредно земљиште у општини износи 5 913ha или 32,13% површине општине, од чега оранице и баште 938ha, воћњаци 306ha и ливаде и пашњаци 1 372ha.

## Привреда
Општина располаже вредним водним, шумским, минералним и другим ресурсима, чији значај превазилази локалне оквире и чији потенцијал није искоришћен у пуној мери. У процесу приватизације бројни привредни субјекти су престали са радом или су знатно умањили капацитет. Гашење и приватизација су довеле до пораста незапослености која чини 26,27% радно способног становништва у општини.

## Индустрија
Носилац развоја индустрије у општини је Хидроелектрана „Зворник”, која је почела са радом 1955. године. Припада привредном друштву Дринско — Лимске хидроелектране. Тренутно има 80 запослених. За својих 50 година непрекидног рада произвела је преко 22 милијарде кWh електричне енергије и пребацује план производње сваке године. Годишњи план производње струје је 452 милиона кWh и углавном се тај план остварује а некад пребацује очекивану производњу, зависно од хидролошких услова. Хидроелектрана лети производи 10 МWh струје и са том производњом снабдева електричном енергијом читаво подручје Малог Зворника, до Лознице. У периоду великих вода производња је и до 96-100 МWh.

## Култура
Носилац свих културних манифестација у општини Мали Зворник је Библиотека „17. септембар”, која је на себе преузела улогу некадашњег Дома културе. Библиотека располаже значајним фондом књига — преко 33.000 наслова. У оквиру библиотеке смештена је Завичајна збирка, која чува библиотечки материјал везан за историју културно-просветног живота Малог Зворника и његове околине у прошлости.
Библиотека организује гостовања професионалних и аматерских културно-уметничких друштава, позоришта, песника, ликовне изложбе и бројне друге смотре, сусрете и такмичења.
Библиотека има салу са 250 места, а у својим просторијама организује курсеве енглеског језика, као и различите секције: фолклорна, драмска, музичка и рецитаторска. Као посебно интересантне културне манифестације организоване од стране Библиотеке у Малом Зворнику издвајају се следеће:
- Месец књиге — октобар, који се обележава најразноврснијим програмима (прикупљање књига за поклон Библиотеци, награђивање најактивнијих читалаца у протеклој години, избор најчитаније књиге, бесплатно учлањивање ђака-првака, организовање књижевних сусрета, изложби књига, позоришних представа и сл.)
- „Осмомартовска изложба народне радиности зворничког краја” (већ се традиционално организује, а жене тада излажу ручне радове и друге експонате старе и преко 150 година. Ова манифестација окупља и жене из околних општина)
- Ликовна колонија се организује у јуну већ другу годину за редом (ова манифестација ће прећи у традиционалну)
- Ликовна секција Дома културе организује 2-3 пута годишње изложбе слика
- Традиционална смотра рецитатора, под називом „Песниче народа мог”, која је општинског и међуопштинског карактера, организује се сваког маја
- Риболовачко-културна манифестација „Сомовијада”, традиционално се одржава крајем сваког јула, а три вечери узастопно заступљен је разноврстан културни програм

Од децембра 2006. године у оквиру Библиотеке уторком и четвртком од 11 часова ради Дечје одељење. Што се тиче садржаја, деци се овде нуди читање и причање бајки, гледање дечјих филмова путем ДВД уређаја и након тога илустровање доживљеног. Тако настале илустрације Библиотека касније користи у изложбама.

## Образовање
У општини Мали Зворник мрежу школских установа чини пет осмогодишњих матичних школа, једна средњошколска установа у средишту општине и једна предшколска установа

### Предшколска установа
Предшколска установа „Црвенкапа” има зграду површине 880m2, крај саме обале Дрине. У ову, релативно нову, зграду вртић је пресељен половином осамдесетих година. Вртић поседује пространо двориште (око 40 ари), сву потребну опрему за рад васпитача, кухињу дневног капацитета од 150 оброка.

### Основне школе
- ОШ „Бранко Радичевић” Мали Зворник, без подручних одељења[5]
- ОШ „Стеван Филиповић” Радаљ, са једним подручним одељењем за четвороразредну наставу у Малом Радаљу
- ОШ „Браћа Рибар” Доња Борина, са једним подручним одељењем за четвороразредну наставу у Брасини;
- ОШ „Милош Гајић” Амајић, са два подручна одељења за четвороразредну наставу у Доњој Трешници и Цулинама
- ОШ „Никола Тесла” Велика Река, са једним подручним одељењем за четвороразредну наставу у Вољевцима

### Средња школа
- „Средња школа” Мали Зворник у свом саставу поред гимназије општег смера садржи пет образовних профила.[6]

- Предшколска установа
- ОШ „Бранко Радичевић” Мали Зворник
- ОШ „Браћа Рибар” Доња Борина
- ОШ „Милош Гајић” Амајић
- ОШ „Никола Тесла” Велика Река
- Средња школа

## Здравствене установе
Здравствену заштиту становништва у општини организује и спроводи Дом здравља „Мали Зворник”, који има у свом саставу шест здравствених амбуланти смештених у насељима: Велика Река, Доња Трешница, Радаљ, Доња Борина, Брасина и Цулине. У овим амбулантама ради по једна медицинска сестра, а лекар опште праксе долази једном седмично.

## Туризам
Дрина са Зворничким језером и комплекс Радаљска бања са језером, уз објекте културно-историјског наслеђа и богату флору и фауну, главна су потврда да је туризам најперспективнија грана привреде општине. У Малом Зворнику се налази Подземни град који уз залагање локалне управе је отворен за посете туриста.
Манифестације које се традиционално одржавају у току године су:
- Сомовијада, последњег викенда у јулу,
- Дани спортско-рекреативног и културног туризма — Дрина је смисао живота, манифестација прерасла из Сомовијада и траје више дана,
- Пливање за богојављенски крст
- Дочек првомајске кајак-кану регате
- Дринска регата
- Скобољијада и Гурманијада
- Људи и мостови
- Јесен у Радаљској бањи
- Крсна Слава Општине
- Дан општине

### Галерија
- Плажа на језеру, Сакар
- Подземни град
- Подземни град
- Поглед са видиковца Збир
- Поглед са видиковца Збир
- Влашке њиве, Будишић
- Влашке њиве, Будишић
- Поглед на Дрину, Вољевци

## Верски објекти
У оквиру Епархије шабачке, на територији општине се налазе следеће цркве:
- Црква Светог пророка Илије у Доњој Борини
- Црква Сабора српских светитеља у Малом Зворнику
- Црква Светих апостола Петра и Павла у Радаљу
- Црква Свете Тројице у Доњој Трешњици
- Црква Свете Тројице у Вољевцима
- Црква Светог цара Лазара у Великој Реци
- Црква Васкрсења Господњег у Цулинама

- Црква Светог пророка Илије у Доњој Борини
- Црква Сабора српских светитеља у Малом Зворнику
- Црква Свете Тројице у Доњој Трешњици
- Црква Свете Тројице у Вољевцима
- Црква Светог цара Лазара у Великој Реци
- Црква Васкрсења Господњег у Цулинама

У оквиру Исламске заједнице Србије се налази
- Џамија у Малом Зворнику

## Спорт
На подручју општине Мали Зворник егзистирају четири фудбалска клуба и клуб малог фудбала:
- ФК „Јединство”, Мали Зворник (Мачванска окружна лига)
- ФК „Гранит”, Радаљ (Удружене општинске лиге, група Јадар)
- ФК „Младост”, Доња Борина (Мачванска окружна лига)
- ФК „Рудар”, Брасина (Удружена општинска лига, група Јадар)
- КМФ „Мали Зворник” (Друга лига, група запад)

Успешно егзистира и женски одбојкашки клуб „Мали Зворник”, који је израстао из школе одбојке при Основној школи ”Бранко Радичевић”,  основан 2002. године. Од 05. децембра 2005. године ради и мушки одбојкашки клуб „Јединство”.
Борилачке вештине заступљене су у три клуба:
- Карате клуб „Српски Соко”
- Карате клуб „Јединство”
- Карате клуб „Младост”

Кајакашки клуб „Језеро” чека поновно активирање, а изузетно је активно удружење риболоваца са преко 500 чланова. Општинска организација спортских риболоваца „Дринско језеро” сваке године у јулу организује чувену спортску, али и културну манифестацију „Сомовијада”.
У области физичке културе у општини Мали Зворник евидентан је недостатак одговарајућих објеката (фискултурних сала и отворених терена за мале спортове). Фискултурну салу, са свим пратећим просторијама, имају само две школе, и то обе у градском насељу.